# Muscocyclops bidenatus
Muscocyclops bidenatus је животињска врста класе Crustacea која припада реду Cyclopoida и фамилији Cyclopidae. 

## Угроженост
Ова врста није угрожена, и наведена је као последња брига јер има широко распрострањење.

## Распрострањење
Бразил је једино познато природно станиште врсте.

## Станиште
Станиште врсте су слатководна подручја.